# Fil (auteur)
Pour les articles homonymes, voir Fil.
 (septembre 2018).
Si vous disposez d'ouvrages ou d'articles de référence ou si vous connaissez des sites web de qualité traitant du thème abordé ici, merci de compléter l'article en donnant les références utiles à sa vérifiabilité et en les liant à la section « Notes et références ».
Philip Tägert, dit Fil (né en 1966) est un auteur de bande dessinée et homme de spectacle allemand.

## Publications en français
- Pierre-Crignasse (avec Atak, trad. Maud Qamar), Frémok, coll. « Amphigouri », 2011  (ISBN 9782350650548).

## Distinction
- 2011 : Rostocker Koggenzieher (de) d'or
- 2017 : prix Peng ! de la meilleure bande dessinée allemande pour Didi & Stulle (de)